# Glympis secundalis
Glympis secundalis là một loài bướm đêm trong họ Erebidae.